# Radčice (okres Jablonec nad Nisou)
Radčice jsou obec, která se nachází v okrese Jablonec nad Nisou v Libereckém kraji. Žije zde 183 obyvatel.

## Historie
První písemná zmínka o obci pochází z roku 1543.

## Pamětihodnosti
- Pamětní deska Václava Dobiáše
- lidová architektura
- křížek na jižním okraji vsi (nad domem čp. 64)
- jižně od vsi (při cestě do Jirkova) staré břidlicové lomy